# Soma la macia
Soma la macia è l'EP di debutto del gruppo musicale Italiano Mau Mau, pubblicato dall'etichetta discografica Vox Pop nel 1992.

## Tracce
Lato A
1. Soma la macia – 3:57
2. Soma la macia (Dub)

Lato B
1. Soma la macia
2. Mostafaj
3. Tera del 2000

## Formazione
- Luca Morino - voce, chitarra
- Fabio Barovero - voce, fisarmonica
- Papa Nico - voce, djembé